# مارتن صامويلسون
مارتن صامويلسون (بالسويدية: Martin Samuelsson)‏ هو لاعب هوكي الجليد سويدي، ولد في 25 يناير 1982 في Upplands Väsby ‏ في السويد.

## وصلات خارجية
- مارتن صامويلسون على موقع دوري الهوكي الوطني (الإنجليزية)
- مارتن صامويلسون على موقع EliteProspects.com (الإنجليزية)
- مارتن صامويلسون على موقع Eurohockey.com (الإنجليزية)
- مارتن صامويلسون على موقع HockeyDB.com (الإنجليزية)
- مارتن صامويلسون على موقع Hockey-Reference.com (الإنجليزية)